# La Génétouze
La Génétouze település Franciaországban, Vendée megyében. Lakosainak száma 1963 fő (2022. január 1.). La Génétouze Aizenay, Mouilleron-le-Captif, Le Poiré-sur-Vie és Venansault községekkel határos.

## Népesség
A település népességének változása:
| Lakosok száma | 1822 | 1905 | 1946 | 1931 | 1956 | 1982 | 1977 | 1976 | 1963 |
|               | 2013 | 2015 | 2016 | 2017 | 2018 | 2019 | 2020 | 2021 | 2022 |